# Esportmilla
Az Egymillióan a Magyar Esportért EGYESÜLET (röviden: EMME) (közbeszédben: ESPORTMILLA) 2013-ban Magyarországon alapított, 2016-ban bíróság által bejegyzett nonprofit szervezet. Az Egymillióan a Magyar Esportért EGYESÜLET elnökségét 3 fő alkotja. A szervezet elnökének munkáját két alelnök segíti.
Az egyesület jelenlegi elnöke Biró Balázs.
Az egyesület jelenlegi elnökei: Hodozsán Dániel és Czupy Dániel
Alapító tagjai: Tabajdi Péter, Kis Balázs, Biró Balázs.

## Célkitűzései
Az Egymillióan a Magyar E-sportért Egyesület a hazai e-sport közösség alulról szerveződő mozgalma. Összefogás a magyar e-sportért,  célja a hazai e-sport ismertségének növelése, fejlesztése. Középtávon ez magában foglalja a nemzetközi e-sport szövetséghez történő csatlakozást, illetve hosszú távon az elektronikus sportnak a Magyar Olimpiai Bizottság által történő elfogadását.
Célja többek között a professzionális videójáték kultúra megismertetése.
Megmutatni miről szól az e-sport, a kompetitív, tudatos játék.
Az e-sport teljesítmény mögött álló munka bemutatása, az e-sportolói életforma elismertségének növelése.
A magyar e-sport fejlesztése: játékosok, szurkolók edukációja, rendezvények szakmai támogatása.
A Magyar E-sport Etikai kódex létrehozása.

## Története
Az Egymillióan a Magyar Esportért EGYESÜLET (Esportmilla) 2013 nyarán született meg, miután a magyarországi e-sport közösségek meghívott képviselői egy szakmai kerekasztal-beszélgetésen vettek részt. Az egyeztetés folyamán ismételten kirajzolódtak a hazai e-sport fejlődését és növekedését akadályozó visszatérő, valamint hosszú ideje fennálló problémák.
A felmerült problémák megoldására a széleskörű összefogásban látták a legnagyobb lehetőséget, ezért a magyar e-sport közösségek prominens képviselőit összefogva létrehozták az Esportmillát. Kezdetben a Facebook segítségével tömörítették egységbe az elektronikus sportok hazai támogatóit, résztvevőit, szervezőit és érdeklődőit.
Létrehozása pillanatától kezdve az Esportmilla azonnal hatalmas sikernek és támogatásnak örvendett, azonban rövid időn belül belátták, hogy a magyarországi e-sport és játékos közösségek nagyságrendekkel komolyabb és sokrétűbb összefogást, hosszabb távú és részletesebb növekedési és fejlesztési programot igényelnek.

### Mérföldkövek
```
   2013. július az Esportmilla mozgalom indulása
         augusztus az Esportmilla Facebook oldal indulása
         december az Év Esportolója díj megalapítása
   2014. január az Esportmilla.hu 
[
1
]
 indulása
         június 
Esportmilla
 Youtube channel indulása
   2015. az Esportmilla Blog indulása 
         március 12. 
Esport Fest

   2016. április az Egymillióan a Magyar Esportért EGYESÜLET alapítása
   2017. január az Egymillióan a Magyar Esportért EGYESÜLET bejegyzése és a szakmai munka indulása
         június az Egymillióan a Magyar Esportért EGYESÜLET és a 
Nemzeti Versenysport Szövetség
 párbeszédének kezdete
         augusztus az Egymillióan a Magyar Esportért EGYESÜLET elindítja a Magyar E-sport Szövetség bejegyzésének hivatalos útját
   2018. megkezdi működését a 
Magyar E-sport Szövetség
 HUNESZ
```

### Tevékenységek
```
   2013. december 1.
[
2
]
 2013 tél – E-sport pult
   2014. április 26. 
PlayIT
 2014 tavasz – LoL és Dota2 színpad megszervezése
         július 25.  
MondoGames
 2014 nyár
         szeptember 20. Docler DOTA2 LAN szakmai együttműködő
         október 6.  
MondoGames
 ősz
         november 29-30.
PlayIT
 e-sport színpadok teljeskörű megszervezése
         december 20.Év esportolója díjátadó 2014
   2015. március 28. Esport Fest 2015
[
3
]
  
         április 25. 
PlayIT
 CS:GO Országos Bajnokság
         július 4.   OVS Nyári Bajnokság
         november 28-29. 
PlayIT
 e-sport média partnerség
   2016. március 12. 
Esport Fest 2016

         március 12. Az Év Esportolója díjátadó 2015
         június 25.  OVS Nyári Esport Fest 
Esport Fest 2016

   2017. április 29. 
PlayIT
 – Év Esportolója díjátadó 2016
         november    a Magyar Kormány támogatja az Esportmilla V4 Future Sports Festival projektjét
   2018. március 23-25 Budapest, V4 Future Sports Festivál 
[
4
]
```

### Az Év Esportolója díj
Az Év E-sportolója díjat 2014 óta ítélik oda. Arra a mintára épült, mellyel a klasszikus versenyszámokat űző sportolókat díjazzák. 
Szervezője és lebonyolítója az Esportmilla Egyesület.  Az év e-sportolója versenyben indulhat, minden magyar/és vagy külföldi csapatban játszó magyar játékos, nemtől, kortól függetlenül. A közösségi jelöltek közül, egy zárt szakmai plénum kiválaszt kategóriánként három jelöltet, melyek közül, egy válogatott szakmai zsűri, aminek tagjai, a nagyobb e-sport közösségek vezetői, gamer újságírók, gamer rendezvények szervezői, valamint gamer youtuberek (kizáró ok, ha valaki maga is jelölt) megszavazza az év e-sportolóit, castereit, valamint ugyanezen javaslatok alapján, versenyszámonként minimum három jelölttel, meghirdetjük, a lehető legtöbb fórumon, az év e-sportolója közönség szavazást az év e-sportolója és castere közönség díjra is.

#### kiválasztás folyamata

##### A nevezés
A jelöltek nevezése kérdőív kitöltésével lehetséges, melynek során a javaslatot tevő, részletesen kifejti miért jelöli az általa preferált jelöltet. Ebből a közel 300 fős jelölésből, a szavazatok (60%) és egyéb szakmai szempontok (40%) alapján egy zárt szakértői csapat, megalkotja a kategóriánként min. 3 max. 5 fős short listet.

##### A zsűri
E-sport hazai szcénájának képviselőiből összeállított min. 15, max. 21 fős zsűri, miután a jelöltekről minden lehetséges anyagot megkaptak, egy kérdőív segítségével leadják szavazataikat.

#### Kategóriák
- Az Év Esportolója játékos FPS kategória
- Az Év Esportolója csapat FPS kategória
- Az Év Esportolója játékos MOBA kategória
- Az Év Esportolója csapat MOBA kategória
- Az Év Esportolója sportjáték játékos
- Az Év Esportolója sportjáték csapat
- Az Év esportolója játékos RTS/kártyajáték
- Az Év E-sport Menedzsere
- Az Év E-sport média felülete
- Az Év esportolója különdíj
- Életműdíj
- Az Év Esportolója közönség díj játékos
- Az Év Esportolója közönség díj kommentátor
- Az Év E-sport kommentátora

#### Az eddigi díjazottak

##### Az Év E-sportolója 2014. díjazott
- Játékos: Kiss „Vizicsacsi” Tamás League Of Legends

##### Az Év E-sportolója 2015. díjazottak
- Játékos MOBA: Kiss „Vizicsacsi” Tamás (League Of Legends )
- Csapat MOBA: Docler Myrmidon (DOTA2)
- Csapat FPS: VOLGARE (CS:GO)
- Játékos FPS: Málovics „Gabesson” Gábor (Volgare, CS:GO)
- Egyéb kategória: Szakács „MrScheff” Tibor (WOT)
- Kommentátor szakmai díj: Debreczeni „tZeus” Péter (DOTA2)
- Kommentátor közönség díj: Németh „Pierce” Ákos (Magyar LoL TV)
- Életmű díj: Czibóka „CFC” Tamás (ESL) posztumusz
- Játékos közönség díj: Kiss „Vizicsacsi” Tamás (League Of Legends )

##### Az Év E-sportolója 2016. díjazottak
- Játékos FPS: Böröcz "Deadfox" Bence (HellRaisers, CS:GO)
- Játékos Moba: Biró "hi im mate" Máté (League of Legends)
- Csapat MOBA: Team Horizon Reapers (League of Legends)
- Egyéb játékkategóriában: Péntek "Zenborne" Dávid (Smite, )
- Kommentátor szakmai díj: Német "Pierce" Ákos (Magyar LoL TV)
- Menedzser/edző: Fenyvesi Gábor (Vitality)
- Év esport újságírója/média: Hodozsán Dániel (Esport1.hu)
- Életműdíj – Pálfy "BoneDaDDy" Tamás
- Posztumusz emlékdíj – Biller "Vudumen" Bálint László
- Játékos közönség díj: Kiss „Vizicsacsi” Tamás (League Of Legends )
- Kommentátor közönség díj: Németh „Pierce” Ákos (Magyar LoL TV)

##### Az Év E-sportolója 2017. díjazottak
- Játékos FPS: Birgány „ Raisy” Adrián (Quake)
- Játékos Moba: Subicz „Bluerzor” Dániel (League of Legends)
- Csapat FPS: n6 gaming (CS:GO)
- Csapat MOBA: Wild Lagarder (League of Legends)
- Különdíj: Andrejkovics Zoltán
- Kommentátor szakmai díj: Debreczeni „tZeus” Péter
- Menedzser/edző: Pálfy "BoneDaDDy" Tamás
- Életműdíj: Kis „bazsowicz” Balázs (Esportmilla) Biró „Drang” Balázs (Esportmilla)
- Kommentátor közönség díj: Békés „Darcigh” Márton (Magyar LoLTV)
- Játékos közönség díj: Kont „Konti” Schrauf
- Média felület: Esport1

Az Év E-sportolója 2018. díjazottak
- Játékos FPS: Birgány „Raisy” Adrián (Quake)
- RTS/kártyajátékos: Penha Felizardo "PenhaDani" Dániel
- Játékos Moba: Subicz „Bluerzor” Dániel (League of Legends)
- Sportjátékos : Bereznay Dániel
- Csapat:Nice Gaming- n6 gaming (FIFA)
- Különdíj:  Bányai Fanni (pszichológus)  Rab Árpád (jövőkutató)  Mikó Lóránt (League of Legends)  Zöld Donát (Streamer)
- Kommentátor szakmai díj: Kárpáti András
- Menedzser/edző: Riczy "NojzR" Dániel és Nádudvari "ROBÁG" Gábor
- Életműdíj: Török "KODIAK" Balázs
- Kommentátor közönség díj: Kárpáti András
- Játékos közönség díj: Kiss "Vizicsacsi" Tamás